# Asue
株式会社Asue（アスヘ、英: Asue Co., Ltd.）は、主に電子材料を扱う、日本のエレクトロニクス商社である。大阪市に本社を置いている。

## 概要
2013年、丸善薬品産業（1895年に丸善株式会社より独立）から電子材料事業部を丸善インテック株式会社として独立された。
2018年3月1日に大阪市の公募に応じ、大阪市中央体育館・大阪プールの命名権を取得。大阪市中央体育館を丸善インテックアリーナ大阪、大阪プールを丸善インテック大阪プールと命名した。
2020年12月に本社事務所の所在地を大阪市中央区道修町2丁目4番7号 丸善道修町ビル2階から同区平野町4丁目2番3号 オービック御堂筋ビル6階へ移転。
2022年7月1日に社名を株式会社Asueへ変更。
2023年7月1日に前年度の社名変更に伴い、命名権を取得している大阪市中央体育館の愛称を2023年7月1日にAsueアリーナ大阪、Asue大阪プールへ改称。
同年9月1日に株式会社ピックルスホールディングスと合弁会社（株式会社ベジパル）を設立。